# Суха река (община)
Вижте пояснителната страница за други значения на Суха река.
Община Суха река (на сръбски: Општина Сува Река, на албански: Komuna e Suharekës) е община в Призренски окръг, Косово. Общата ѝ площ е 357 км2. Населението на общината е 57 203 души, по приблизителна оценка за 2019 г. Неин административен център е град Суха река.